# Syndroom van Crigler-Najjar
Het syndroom van Crigler-Najjar (CNS) is een zeldzame aandoening waarbij het metabolisme van bilirubine gestoord verloopt. Bilirubine is een stof die gevormd wordt bij het afbreken van bloed. De aandoening leidt tot een erfelijke vorm van non-hemolytische (= niet veroorzaakt door een verhoogde bloedafbraak) geelzucht. Dit leidt bij kinderen vaak tot hersenbeschadiging.
Het syndroom kan verder onderverdeeld worden in twee types: type I en type II (ook wel het syndroom van Arias genoemd). Prognose: Type I: mits onbehandeld komen te overlijden ten gevolge van kernicterus Type II: worden volwassen. Behandeling: Type I: lichttherapie, levertransplantatie Type II: lichttherapie, fenobarbital. Deze twee types, samen met het syndroom van Gilbert, het syndroom van Dubin-Johnson en het syndroom van Rotor vormen de vijf bekende erfelijke defecten van het bilirubinemetabolisme. In tegenstelling tot het syndroom van Gilbert zijn van het syndroom van Crigler-Najjar slechts enkele honderden gevallen bekend.